# Ferrobádminton
Ferrobádminton var en fotbollsklubb i Chile som fanns mellan 1950 och 1969. Klubben var en sammanslagning av Ferroviarios och Santiago Badminton. Klubben spelade 16 säsonger i högsta serien (1950-1964 och 1966) och tre stycken i den näst högsta (1965, 1967 och 1968) och hamnade som bäst på en tredjeplats i den högsta divisionen, vilket skedde år 1952. Klubben lades ner och Ferroviarios och Santiago Badminton fortsatte sina verksamheter på varsitt håll.